# Vučevica (Vladimirci)
Pour les articles homonymes, voir Vučevica.
Vučevica (en serbe cyrillique : Вучевица) est un village de Serbie situé dans la municipalité de Vladimirci, district de Mačva. Au recensement de 2011, il comptait 106 habitants.

## Démographie
| 1948 | 1953 | 1961 | 1971 | 1981 | 1991 | 2002 | 2011 |
| ---- | ---- | ---- | ---- | ---- | ---- | ---- | ---- |
| 228  | 261  | 244  | 210  | 169  | 150  | 108  | 106  |

|  |